# The Pinery
The Pinery és una concentració de població designada pel cens dels Estats Units a l'estat de Colorado. Segons el cens del 2000 tenia 7.253 habitants.

## Demografia
Segons el cens del 2000, The Pinery tenia 7.253 habitants, 2.363 habitatges, i 2.133 famílies. La densitat de població era de 349,6 habitants per km².
Dels 2.363 habitatges en un 49,4% hi vivien nens de menys de 18 anys, en un 84,8% hi vivien parelles casades, en un 3,3% dones solteres, i en un 9,7% no eren unitats familiars. En el 7,1% dels habitatges hi vivien persones soles l'1,6% de les quals corresponia a persones de 65 anys o més que vivien soles. El nombre mitjà de persones vivint en cada habitatge era de 3,07 i el nombre mitjà de persones que vivien en cada família era de 3,23.
Per edats la població es repartia de la següent manera: un 31,4% tenia menys de 18 anys, un 4,7% entre 18 i 24, un 26,1% entre 25 i 44, un 32,9% de 45 a 60 i un 4,9% 65 anys o més.
L'edat mediana era de 40 anys. Per cada 100 dones de 18 o més anys hi havia 100,1 homes.
La renda mediana per habitatge era de 105.187 $ i la renda mediana per família de 108.256 $. Els homes tenien una renda mediana de 79.255 $ mentre que les dones 42.835 $. La renda per capita de la població era de 43.065 $. Entorn del 0,4% de les famílies i el 0,7% de la població estaven per davall del llindar de pobresa.

## Poblacions més properes
El següent diagrama mostra les poblacions més properes.